# نانبينغ
نانبينغ (بالصينية: 南平) هي مدينة من مدن الصين. يبلغ عدد سكانها 2645549 نسمة حسب إحصائيات سنة 2010. يبلغ ارتفاع المدينة عن سطح البحر قرابة 89 متر. تبلغ مساحتها 26278 كم².

## المناخ
يظهر الجدول التالي التغييرات المناخية على مدار السنة لنانبينغ:
| البيانات المناخية لـنانبينغ                 | البيانات المناخية لـنانبينغ | البيانات المناخية لـنانبينغ | البيانات المناخية لـنانبينغ | البيانات المناخية لـنانبينغ | البيانات المناخية لـنانبينغ | البيانات المناخية لـنانبينغ | البيانات المناخية لـنانبينغ | البيانات المناخية لـنانبينغ | البيانات المناخية لـنانبينغ | البيانات المناخية لـنانبينغ | البيانات المناخية لـنانبينغ | البيانات المناخية لـنانبينغ | البيانات المناخية لـنانبينغ |
| الشهر                                       | يناير                       | فبراير                      | مارس                        | أبريل                       | مايو                        | يونيو                       | يوليو                       | أغسطس                       | سبتمبر                      | أكتوبر                      | نوفمبر                      | ديسمبر                      | المعدل السنوي               |
| ------------------------------------------- | --------------------------- | --------------------------- | --------------------------- | --------------------------- | --------------------------- | --------------------------- | --------------------------- | --------------------------- | --------------------------- | --------------------------- | --------------------------- | --------------------------- | --------------------------- |
| الدرجة القصوى °م (°ف)                       | 22.3 (72.1)                 | 24.5 (76.1)                 | 30.8 (87.4)                 | 36.0 (96.8)                 | 38.3 (100.9)                | 39.6 (103.3)                | 42.1 (107.8)                | 41.4 (106.5)                | 39.2 (102.6)                | 37.6 (99.7)                 | 34.3 (93.7)                 | 26.9 (80.4)                 | 42.1 (107.8)                |
| متوسط درجة الحرارة الكبرى °م (°ف)           | 14.7 (58.5)                 | 15.7 (60.3)                 | 19.4 (66.9)                 | 24.4 (75.9)                 | 27.9 (82.2)                 | 31.3 (88.3)                 | 34.6 (94.3)                 | 34.0 (93.2)                 | 30.9 (87.6)                 | 26.6 (79.9)                 | 21.3 (70.3)                 | 16.7 (62.1)                 | 24.8 (76.6)                 |
| المتوسط اليومي °م (°ف)                      | 10.6 (51.1)                 | 11.9 (53.4)                 | 15.4 (59.7)                 | 20.1 (68.2)                 | 23.7 (74.7)                 | 27.0 (80.6)                 | 29.6 (85.3)                 | 29.1 (84.4)                 | 26.5 (79.7)                 | 22.1 (71.8)                 | 16.8 (62.2)                 | 12.1 (53.8)                 | 20.4 (68.7)                 |
| متوسط درجة الحرارة الصغرى °م (°ف)           | 6.5 (43.7)                  | 8.0 (46.4)                  | 11.4 (52.5)                 | 15.8 (60.4)                 | 19.5 (67.1)                 | 22.6 (72.7)                 | 24.5 (76.1)                 | 24.2 (75.6)                 | 22.0 (71.6)                 | 17.6 (63.7)                 | 12.3 (54.1)                 | 7.4 (45.3)                  | 16.0 (60.8)                 |
| أدنى درجة حرارة °م (°ف)                     | −5.7 (21.7)                 | −6.3 (20.7)                 | −2.1 (28.2)                 | 3.8 (38.8)                  | 9.6 (49.3)                  | 14.8 (58.6)                 | 20.3 (68.5)                 | 20.0 (68.0)                 | 17.4 (63.3)                 | 10.5 (50.9)                 | 2.4 (36.3)                  | −4.2 (24.4)                 | −6.3 (20.7)                 |
| الهطول مم (إنش)                             | 59.2 (2.33)                 | 109.8 (4.32)                | 202.9 (7.99)                | 216.2 (8.51)                | 277.6 (10.93)               | 260.0 (10.24)               | 148.9 (5.86)                | 127.6 (5.02)                | 100.7 (3.96)                | 73.1 (2.88)                 | 41.2 (1.62)                 | 35.4 (1.39)                 | 1٬652٫6 (65.05)             |
| متوسط أيام هطول الأمطار (≥ 0.1 mm)          | 11.7                        | 14.8                        | 18.3                        | 19.1                        | 19.7                        | 17.3                        | 12.6                        | 13.9                        | 11.8                        | 8.2                         | 7.0                         | 7.7                         | 162.1                       |
| متوسط الرطوبة النسبية (%)                   | 78                          | 79                          | 80                          | 79                          | 80                          | 81                          | 75                          | 76                          | 77                          | 76                          | 77                          | 77                          | 78                          |
| ساعات سطوع الشمس الشهرية                    | 95.6                        | 82.2                        | 89.4                        | 111.4                       | 129.8                       | 156.1                       | 241.1                       | 223.8                       | 175.2                       | 157.4                       | 131.6                       | 127.0                       | 1٬720٫6                     |
| نسبة وصول أشعة الشمس                        | 29                          | 26                          | 24                          | 29                          | 31                          | 38                          | 57                          | 55                          | 48                          | 44                          | 40                          | 39                          | 39                          |
| المصدر: China Meteorological Administration |                             |                             |                             |                             |                             |                             |                             |                             |                             |                             |                             |                             |                             |

## معرض صور

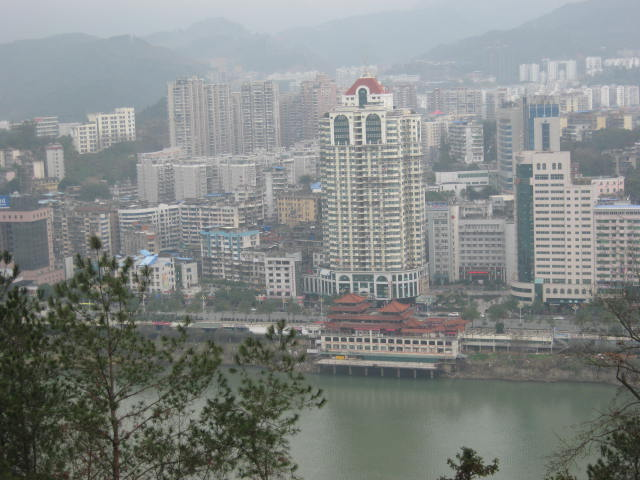
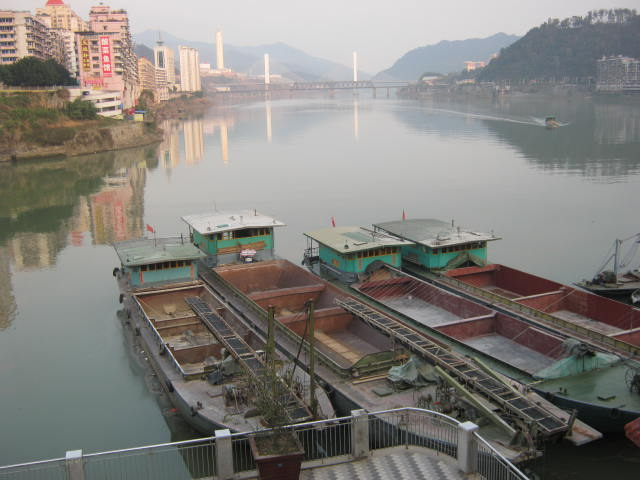
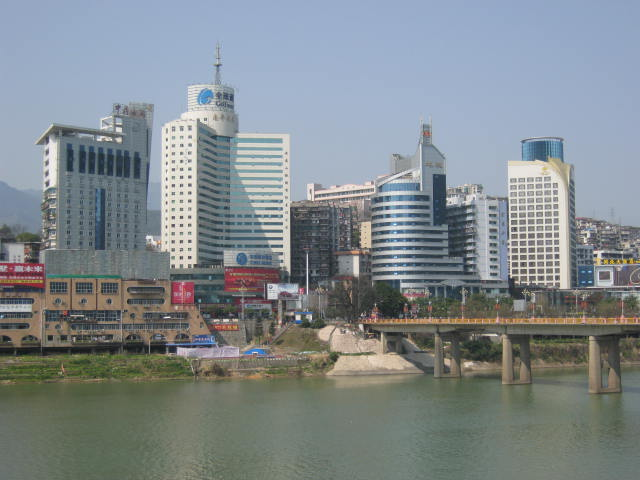